# Escut de Lituània
L'escut de Lituània és el tradicional de gules, carregat amb un cavaller amb armadura damunt un cavall sallent, tot d'argent, empunyant una espasa també d'argent guarnida d'or i sostenint un escut d'atzur carregat amb una creu patriarcal d'or; el cavall va ensellat i guarnit d'atzur, amb els bollons i els estreps d'or. Aquesta figura és coneguda en lituà com a Vytis ('el Perseguidor'). És un dels escuts estatals més antics d'Europa i un dels pocs derivats del segell personal d'un duc més que no de les armories d'una dinastia, com és el cas a la major part de països europeus.
Aprovat el 4 de setembre de 1991, fou ratificat per referèndum, juntament amb la Constitució, el 1992 i substituïa el de l'RSS de Lituània, amb els símbols comunistes de la falç i el martell, l'estrella roja i el sol ixent, tot reprenent el senyal tradicional del Vytis, ja utilitzat per la República de Lituània prèviament a l'ocupació soviètica del 1940.

## Història
La figura del Vytis, anàleg al Pahónia belarús i al Pogoń polonès, apareix documentada per primer cop com a emblema estatal el 1366 al segell d'Algirdas, gran duc de Lituània. El cavaller era el motiu també de les monedes de l'època i apareix en un escut heràldic al final del segle xiv. Al segle xv esdevé l'escut del Gran Ducat de Lituània i de la seva part central, el Ducat de Vílnius; més endavant representarà Lituània en l'escut de la Confederació Polonesolituana i la governació de Vilna dins l'Imperi Rus. En recuperar la independència (1918-1920), Lituània va reprendre el seu senyal històric, si bé no es va arribar a tenir-ne una versió oficial; el disseny que en va fer Juozas Zikaras el 1925 fou introduït oficialment a les monedes de litas, el qual es va tornar a adoptar després del parèntesi soviètic com a base del disseny de l'escut actual.
Al començament, el cavaller anava en direcció contrària a l'actual, adreçat a la sinistra, i armat amb una llança, si bé des de la primera meitat del segle xv ja mira cap a la destra i duu l'espasa actual. Els esmalts actuals, un cavaller d'argent en camper de gules, també queden fixats en aquest mateix segle. La creu patriarcal de l'escut que sosté el cavaller apareix a partir de la conversió al cristianisme del gran duc Jogaila el 1386 i del seu casament amb Eduvigis de Polònia, princesa d'Hongria, que en les seves armes també presenta aquesta creu.

## Altres escuts

Escut usat pel Parlament de la República (Seimas)

Recentment s'ha difós un escut gran, derivat de l'utilitzat pel President de la República, en què el Vytis va timbrat amb una corona i aguantat per un griu i un unicorn, animals mitològics presents a l'heràldica lituana des del segle xvi. Aquest escut porta també el símbol conegut com les Columnes dels Gedimínids, la dinastia històrica lituana, i una cinta amb el lema nacional en lituà: VIENYBĖ TEŽYDI ('Que floreixi la unitat'). Aquest escut és l'utilitzat pel Seimas, o Parlament nacional.

## Escuts usats històricament

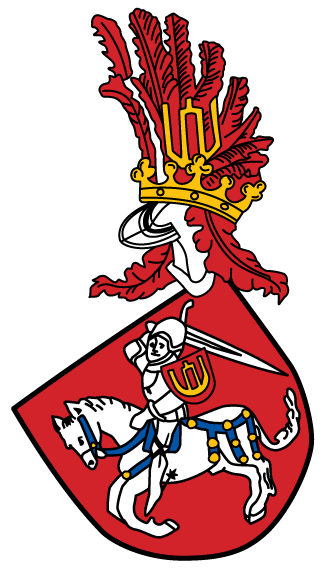
Escut del Gran Ducat de Lituània segons una representació del Codex Bergshammar, del segle XV
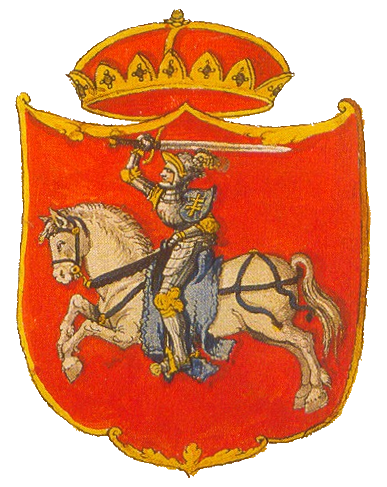
Escut del Gran Ducat de Lituània, cap a 1555
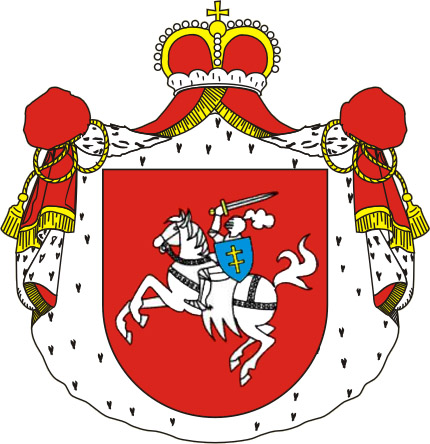
Representació idealitzada de l'escut del Gran Ducat de Lituània, que es va estendre fins al segle xvi
Escut de la Confederació de Polònia i Lituània, amb l'àguila polonesa i el Vytis lituà (1569-1795)
Escut de la governació de Vilna dins l'Imperi Rus (1845-1915)
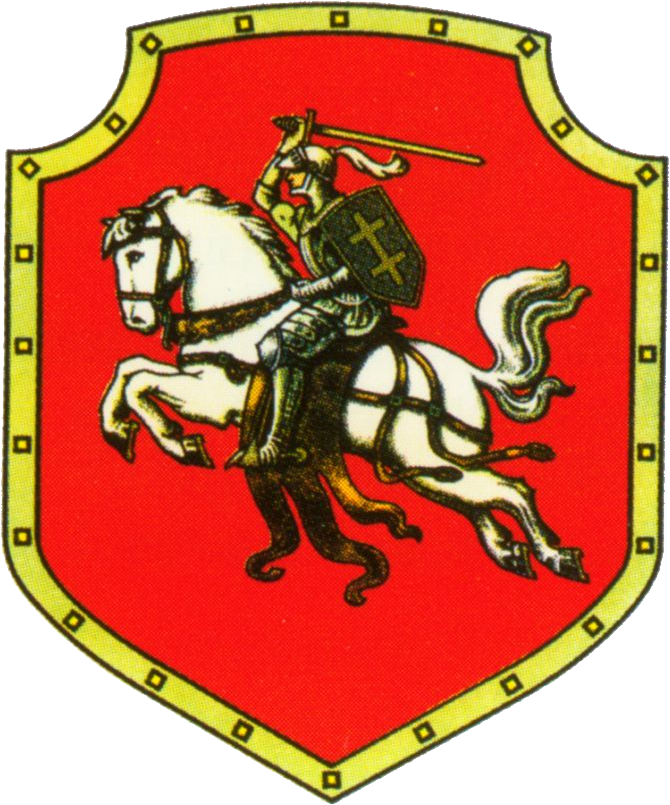
Escut de la República de Lituània (1920)
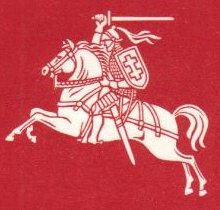
Disseny de Juozas Zikaras per al Vytis lituà, usat a les monedes de litas (1925-1940).
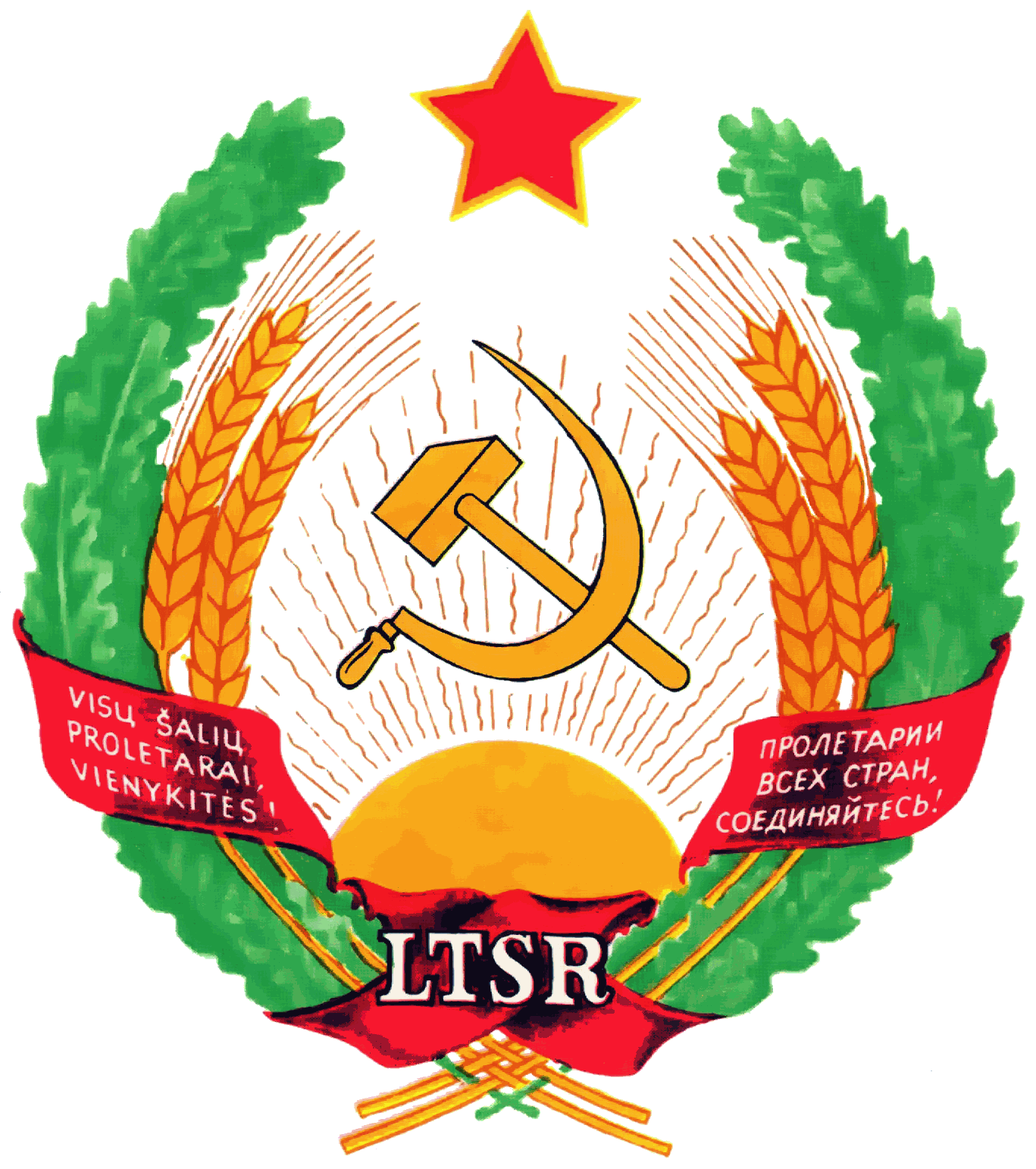
Escut de la República Socialista Soviètica de Lituània (1940-1990)